# Serramazzoni
Serramazzoni is een gemeente in de Italiaanse provincie Modena (regio Emilia-Romagna) en telt 7618 inwoners (31-12-2004). De oppervlakte bedraagt 93,4 km², de bevolkingsdichtheid is 68 inwoners per km².

## Demografie
Serramazzoni telt ongeveer 3230 huishoudens. Het aantal inwoners steeg in de periode 1991-2001 met 26,8% volgens cijfers uit de tienjaarlijkse volkstellingen van ISTAT.
| Jaar | Inwoneraantal |
| ---- | ------------- |
| 1991 | 5428          |
| 2001 | 6883          |

## Geografie
Serramazzoni grenst aan de volgende gemeenten: Fiorano Modenese, Maranello, Marano sul Panaro, Pavullo nel Frignano, Polinago, Prignano sulla Secchia, Sassuolo.